# Slånden (Älvdalens socken, Dalarna, 678684-139290)
Slånden är en sjö i Älvdalens kommun i Dalarna och ingår i Dalälvens huvudavrinningsområde.